# كريم حاصلة عليا (مقاطعة إسلام آباد غرب)
كريم‌حاصلة عليا (بالفارسية: کریم‌حاصله علیا) هي قرية تقع في كرمانشاه في إيران. يقدر عدد سكانها بـ 22 نسمة .